# Edward Cocker

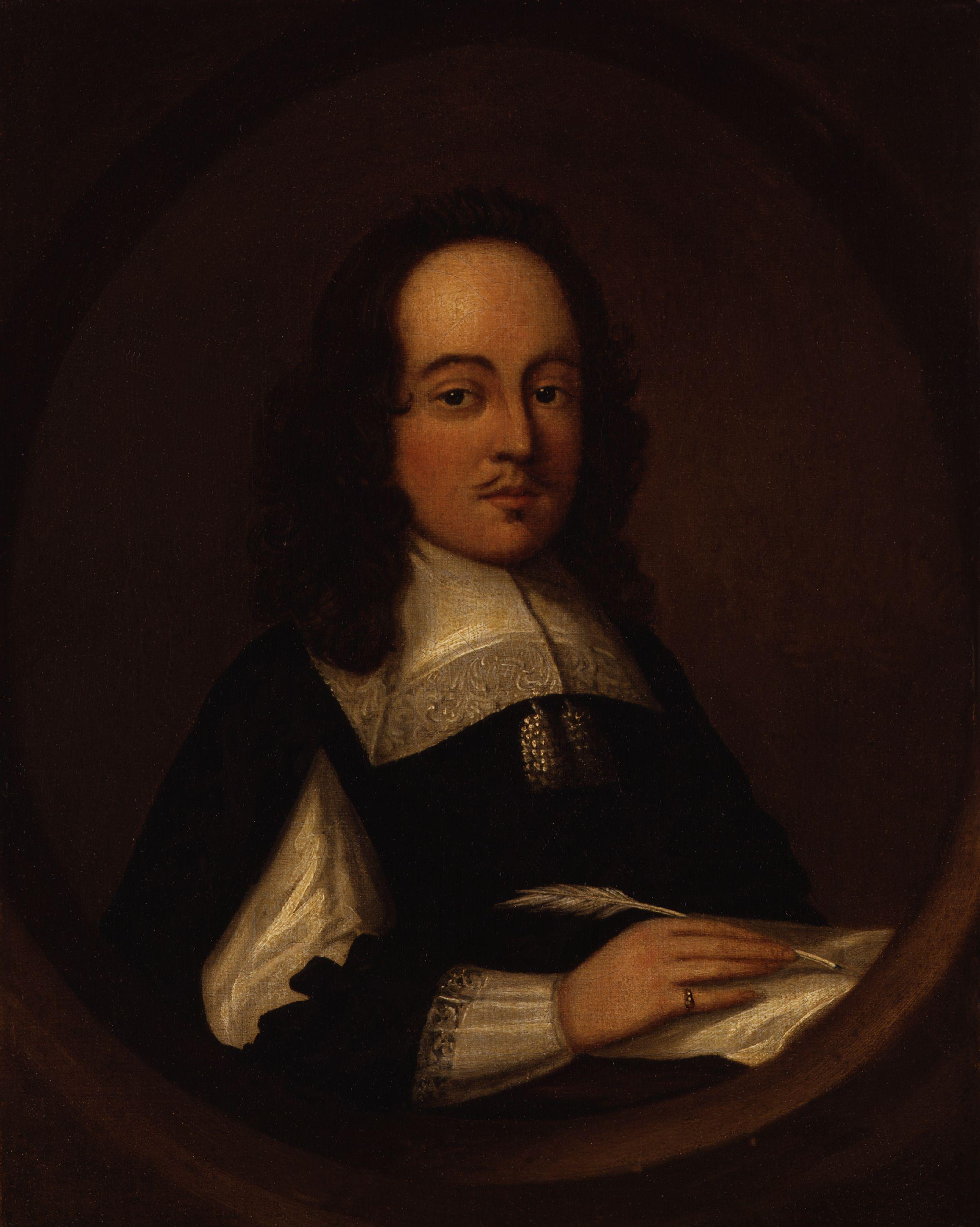
Portret al lui Edward Cocker realizat de Richard Gaywood în 1657

Edward Cocker (n. 1631 – d. 22 august 1676) a fost un gravor englez, cunoscut și pentru activitatea sa didactică în domeniul matematicii. 
De la el a rămas o carte cu titlul Arithmetich, apărută postum în 1678, care a fost publicată în 112 ediții și în care predomină regula de trei simplă cu multe aplicații.
Din aceste reguli s-au dedus cu timpul multe alte reguli particulare.